# Tataki

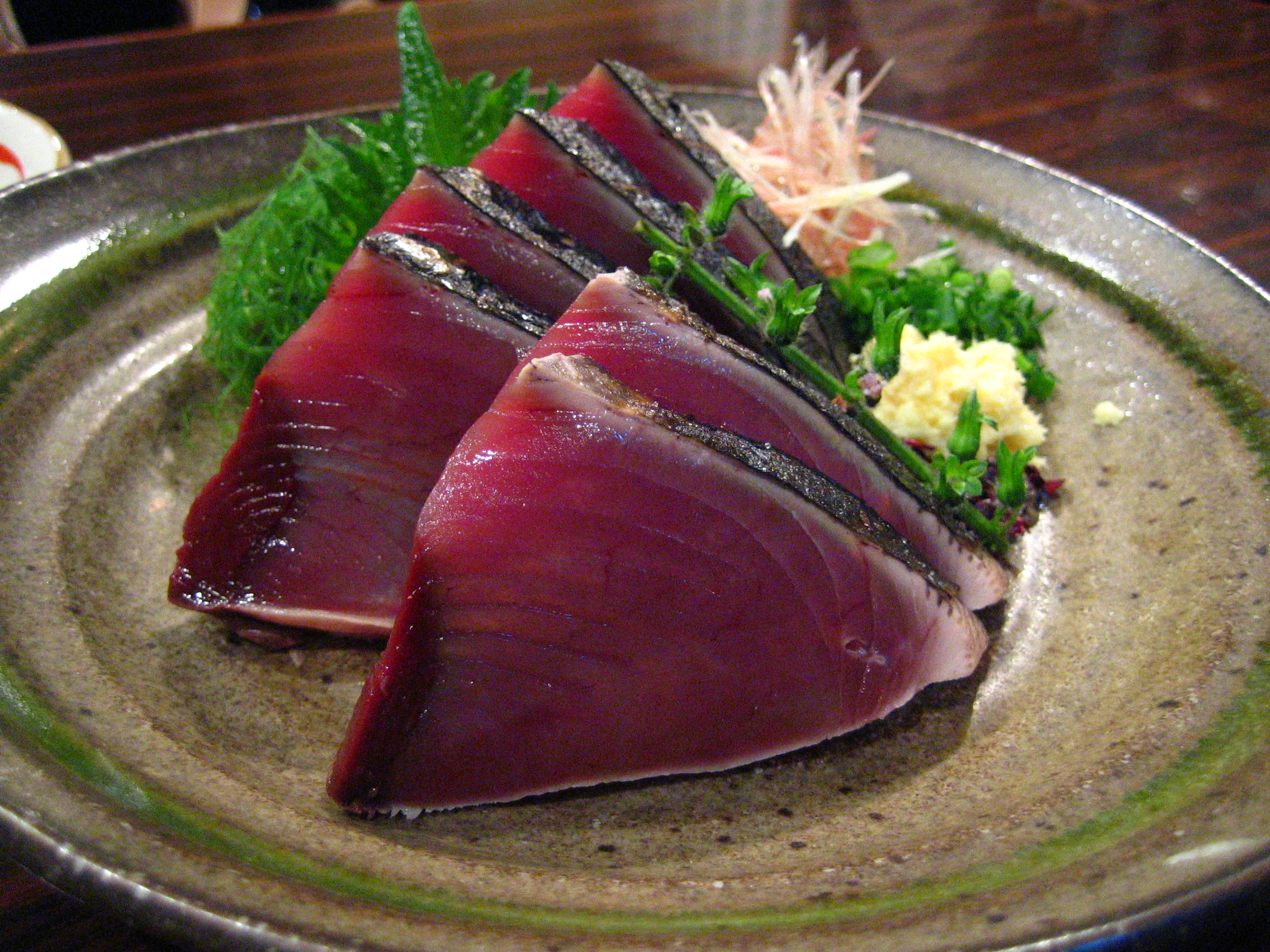
Tonijntataki

Tataki (Japans: たたき) is een bereidingswijze uit de Japanse keuken waarbij vlees of vis bijna rauw wordt opgediend. Het vlees of de vis (meestal tonijn) wordt dan korte tijd boven een vlam of in een pan geroosterd. Hierna wordt het in azijn gemarineerd en in plakjes gesneden. Vervolgens wordt smaak toegevoegd met gember en/of sesam.
Deze methode is mogelijk bedacht door de 19e-eeuwse samoerai Sakamoto Ryoma. Hij had het grillen afgekeken van de Europeanen, die hij in Nagasaki had ontmoet. Het woord Tataki betekent in het Japans: In blokjes gehakt.